# Alfred Lameli
Alfred Lameli (* 25. Februar 1971 in Worms) ist ein deutscher Sprachwissenschaftler. Er ist Direktor des Forschungszentrums Deutscher Sprachatlas und Professor für Germanistische Linguistik an der Philipps-Universität Marburg. Seine Forschungsschwerpunkte sind die Erforschung der Dialekte und regionalen Varietäten des Deutschen sowie die Entwicklungsgeschichte der deutschen Sprache.

## Leben
Nach dem Studium (1994–2000) der Fächer Germanistik, Italianistik, Mittlere und Neuere Geschichte an den Universitäten Heidelberg, Pisa und Mainz war er von 2000 bis 2008 wissenschaftliche Hilfskraft, dann wissenschaftlicher Mitarbeiter am Forschungszentrum Deutscher Sprachatlas. Nach der Promotion 2003 im Fach Sprachwissenschaft des Deutschen an der Philipps-Universität Marburg war er von 2005 bis 2009 Koordinator des DFG-Projekts „Digitaler Wenker-Atlas“ (DiWA), DSA. 2008–2018 war er Leiter der Forschungsgruppe „Linguistische Raumstrukturen“ am Deutschen Sprachatlas und der Akademie der Wissenschaften und der Literatur Mainz. Nach der Habilitation 2012 in Marburg, venia legendi für das Fachgebiet Germanistische Sprachwissenschaft, ernannte ihn die Universität Marburg 2014 zum außerplanmäßigen Professor, 2016 war er Gastprofessor an der Universität Bern, weitere Gastaufenthalte waren an den Universitäten Verona, Sibiu, Turin und Edinburgh. 2018 bis 2020 war er Professor (W3) für Germanistische Linguistik mit Schwerpunkt Variation und Wandel des Deutschen an der Albert-Ludwigs-Universität Freiburg und Ko-Direktor der „Forschungsstelle Sprachvariation in Baden-Württemberg“. Am Deutschen Seminar der Universität Freiburg war er in dieser Zeit als Geschäftsführender Direktor tätig. 2020 wurde Lameli als Nachfolger von Jürgen Erich Schmidt zum Direktor des Forschungszentrums Deutscher Sprachatlas (DSA) berufen. Der DSA ist die zentrale Stelle zur Erforschung der regionalen Varietäten des Deutschen in Vergangenheit und Gegenwart. In dieser Funktion ist er zugleich Professor für Germanistische Linguistik an der Universität Marburg.
Zu seinen Forschungsschwerpunkten zählen die Varietäten sowie die Sprachgeschichte des Deutschen und die Struktur und Dynamik des sprachlichen Bereichs zwischen Standardsprache und Dialekt. Schwerpunkte liegen in der Sprachgeographie, in der Auseinandersetzung mit Sprache und kultureller Identität sowie der Korpuslinguistik. Er ist Ko-Leiter des von der Akademie der Wissenschaften und der Literatur Mainz finanzierten Langzeitprojekts Regionalsprache.de (REDE), mit dem eine Forschungsplattform zu den regionalen Varietäten des Deutschen aufgebaut wird sowie verschiedener Forschungsprojekte mit Unterstützung der Deutschen Forschungsgemeinschaft (DFG), des Bundesministeriums für Bildung und Forschung (BMBF), aber auch verschiedener Stiftungen wie der Fritz-Thyssen Stiftung und der Volkswagen-Stiftung. Er ist Mitherausgeber der Buchreihe Deutsche Dialektgeographie (DDG) sowie der Fachzeitschrift Germanistische Linguistik (GL).
Seit 2020 ist Lameli assoziierter Professor an der Universität Verona. Zudem ist er als Vice President der International Society for Dialectology and Geolinguistics aktiv sowie als Mitglied im Forschungsbeirat der Schweizer Hochschule für Logopädie Rorschach.

## Werke
- Standard und Substandard. Regionalismen im diachronen Längsschnitt (= Zeitschrift für Dialektologie und Linguistik. Beihefte 128). Franz Steiner, Stuttgart 2004, ISBN 3-515-08558-0 (zugleich Dissertation, Universität Marburg 2003).
- Strukturen im Sprachraum. Analysen zur arealtypologischen Komplexität der Dialekte in Deutschland (= Linguistik – Impulse & Tendenzen. Band 54). Berlin/Boston 2013, ISBN 3-11-033123-3.
- Erläuterungen und Erschließungsmittel zu Georg Wenkers Schriften. Olms, Hildesheim / New York / Zürich 2014, ISBN 3-487-14998-2.
- The Replacement of Diminutive Suffixes in the New High German Period. A Time Series Analysis in Word Formation. In: Journal of Historial Linguistics 3, 2018.
- (zusammen mit Roland Kehrein und Stefan Rabanus:) Language Mapping. An International Handbook of Linguistic Variation (= Handbücher zur Sprach- und Kommunikationswissenschaft. Language and Space. Band 30.2). De Gruyter Mouton, Berlin / New York 2010.
- (zusammen mit Roland Kehrein und Stefan Rabanus:) Regionale Variation des Deutschen. Projekte und Perspektiven. De Gruyter, Berlin/Boston 2015.
- (zusammen mit Jürg Fleischer, Christiane Schiller und Luka Szucsich:) Minderheitensprachen und Sprachminderheiten. Deutsch und seine Kontaktsprachen in der Dokumentation der Wenker-Materialien (= Deutsche Dialektgeographie. Band 126). Hildesheim / New York / Zürich, Olms 2020.
- (zusammen mit John Nerbonne und Simonetta Montemagni:) Dialectal Dynamics. In: Languages 9/10. Special Issue.
- Gesprochenes Deutsch in den Regionen. Eine Standortbestimmung für die Bundesrepublik Deutschland. In: Proske, Nadine, Thilo Weber, Monika Dannerer, Arnulf Deppermann (Hrsg.): Gesprochenes Deutsch. Struktur, Variation, Interaktion. De Gruyter, Berlin/Boston, 2025, 51–79.